# Лозуватка (Криворізький район)
Лозува́тка — село в Україні, адміністративний центр Лозуватської сільської громади Криворізького району Дніпропетровської області.
Населення — 7 585 осіб.

## Географія
Село Лозуватка розташоване у південно-західній частині Дніпропетровської області, за 170 км від обласного центру та 24 км від районного центру, на берегах річки Інгулець, у місці, де починається Карачунівське водосховище. Висота над рівнем моря — від 60 (в долині Інгульця) до 110 метрів. Поруч пролягають автошлях національного значення Н23 та залізниця, станція Грекувата (за 6 км).
Сусідні населені пункти: села Раєво-Олександрівка на півночі, Карачунівка на заході, Мар'янівка на півдні; селище Авангард Криворізької міськради на південному сході.

## Історія
Дослідник краю XIX століття архієпископ Феодосій Макаревський називав місцевість, де нині розташоване Лозуватка найдавнішньою старожитною запорозькою маєтністю.
У 1765 році, за розпорядженням Новоросійської губернської канцелярії, переселенцями з Чернігівської губернії з-під Глухова було засновано слободу Лозуватка. Після ліквідації Запорозької Січі поселення переведене на становище державної слободи. 1788 року в Лозуватці налічувалось 83 домогосподарств та 353 мешканців. Селяни переважно займалися хліборобством, а також дрібними промислами. За користування державними землями вони сплачували подушні та оброчні податки, виконували рекрутську повинність.
1816 року Лозуватку переведено на становище військового поселення. Казенною слободою вона знову стала 1857 року.
За даними на 1859 рік у казеному селі Верхньодніпровського повіту Катеринославської губернії налічувалось 510 домогосподарств, в яких мешкало 3 436 осіб (1766 чоловічої та 1670 жіночої статі), існувала православна Покровська церква, відбувалось 3 ярмарки на рік.
Станом на 1886 рік в селі, центрі Лозуватської волості, мешкало 3 938 осіб, налічувалось 716 подвір'їв, існували православна церква, школа, 3 лавки, відбувалось 3 ярмарки на рік та базари щонеділі.
1854 року в Лозуватці відкрита перша школа, яку через відсутність постійного приміщення двічі закривали (1857 та 1866 роки), проте знову відкривали. 1873 року засноване земське училище.
За переписом 1897 року кількість мешканців зросла до 7477 осіб (3768 чоловічої статі та 3709 — жіночої), з яких 7344 — православної віри.
Через вигідне розташування Лозуватки були створені сприятливі умови для розвитку торгівлі на Криворізько-Єлисаветградському тракті. Завдяки цьому в селі було відкрито чимало крамниць, де займалися торгівлею сільськогосподарськими продуктами та виробами місцевих кустарів: гончарів, чинбарів, кравців тощо.
Станом на 1908 рік населення зросло до 8015 осіб (4038 чоловічої та 3977 жіночої статі), налічувалось 1686 домогосподарств Списокъ населенныхъ мѣстъ Верхнеднепровскаго уѣзда Екатеринославской губерніи съ приложеніемъ карты. Изданіе Екатеринославской Губерной Земской Управы. Екатеринославъ. Типографія Губернскаго земства. 1911  (рос. дореф.).
У 1924 році пробне видобуваня графітової руди здійнювалося трестом «Хімвугілля» у балці Суперечній, що розташовувалася за дві версти від  Лозуватки.

### Новітня історія
12 червня 2020 року, відповідно до розпорядження Кабінету Міністрів України № 709-р «Про визначення адміністративних центрів та затвердження територій територіальних громад Дніпропетровської області», шляхом об'єднання територій та населених пунктів Христофорівської селищної та Вільненської, Гейківської, Грузької, Данилівської, Лозуватської, Софіївської і Чкаловської сільських рад Криворізького району Дніпропетровської області, село набуло статусу адміністративного центру Лозуватської сільської громади.
10 березня 2022 року, в ході російського вторгнення в Україну, окупанти здійнили ракетний обстріл аеродрому біля Лозуватки.

## Населення
Згідно з переписом УРСР 1989 року чисельність наявного населення села становила 6783 особи, з яких 3164 чоловіки та 3619 жінок.
За переписом населення України 2001 року в селі мешкало 6660 осіб.

### Мова
Розподіл населення за рідною мовою за даними перепису 2001 року:
| Мова              | Кількість | Відсоток |
| ----------------- | --------- | -------- |
| українська        | 6288      | 93,43 %  |
| російська         | 395       | 5,87 %   |
| вірменська        | 13        | 0,19 %   |
| румунська         | 6         | 0,09 %   |
| білоруська        | 5         | 0,07 %   |
| інші / не вказали | 23        | 0,35 %   |
| Всього:           | 6730      | 100 %    |

## Економіка
У Лозуватці діють птахофабрика, яку було утворено 1965 року, наразі належить до агроходингу «Авангард» та декілька фермерських господарств.

## Інфраструктура
- дві середні загальноосвітні школи;
- два дитячих садки;
- музична, образотворча школи;
- Криворізька районна бібліотека для дорослих та дитяча бібліотека
- відділення Укрпошти
- відділення «Нової пошти»

## Пам'ятники
- Меморіальний комплекс воїнам Другої світової війни
- Пам'ятник жертвам Голодомору 1932—1933 років (зведений у 2008 році)
- Меморіальний комплекс біля школи: група могил (2 братські) партизан громадянської війни, розстріляних 25 червня 1918 року австро-німецькими окупантами і радянських воїнів, які загинули під час звільнення сіл Лозуватка та Мар'янівка. Поховані 1040 осіб, серед них два Героя Радянського Союзу — Базаров Іван Федорович, Остапенко Степан Кузьмич.

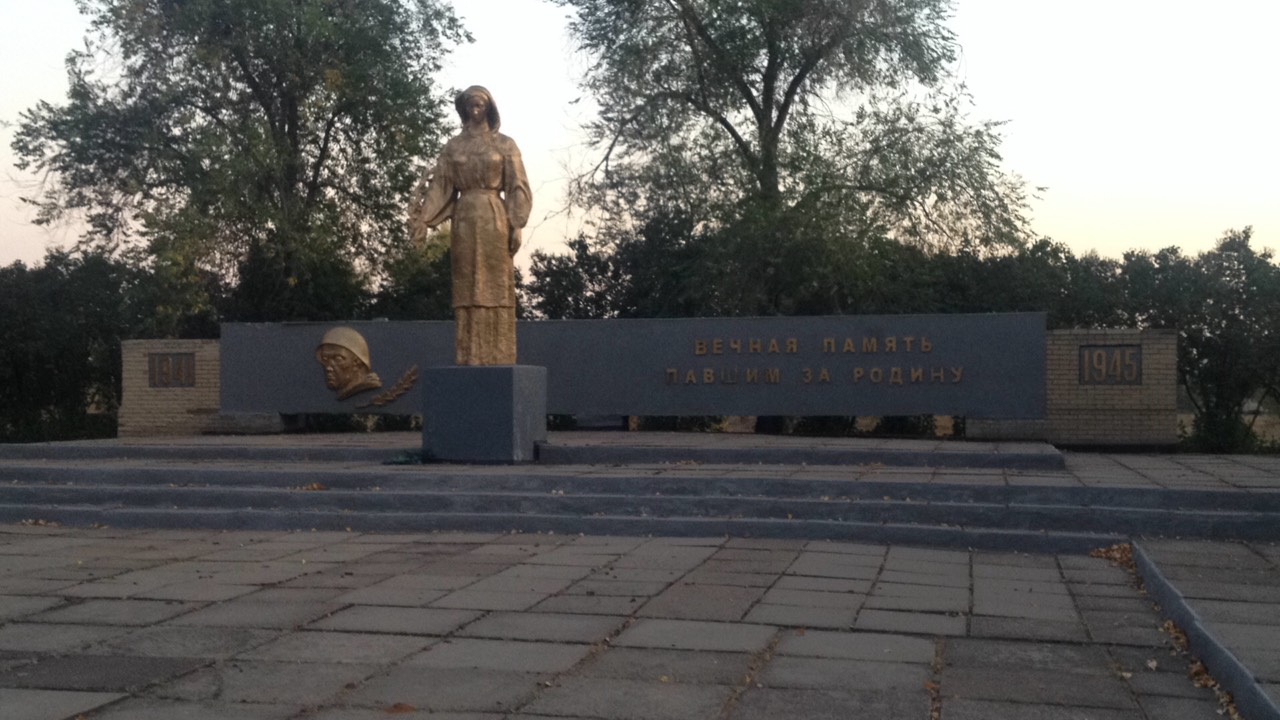
Меморіальний комплекс полеглим воїнам у Другій світовій війні
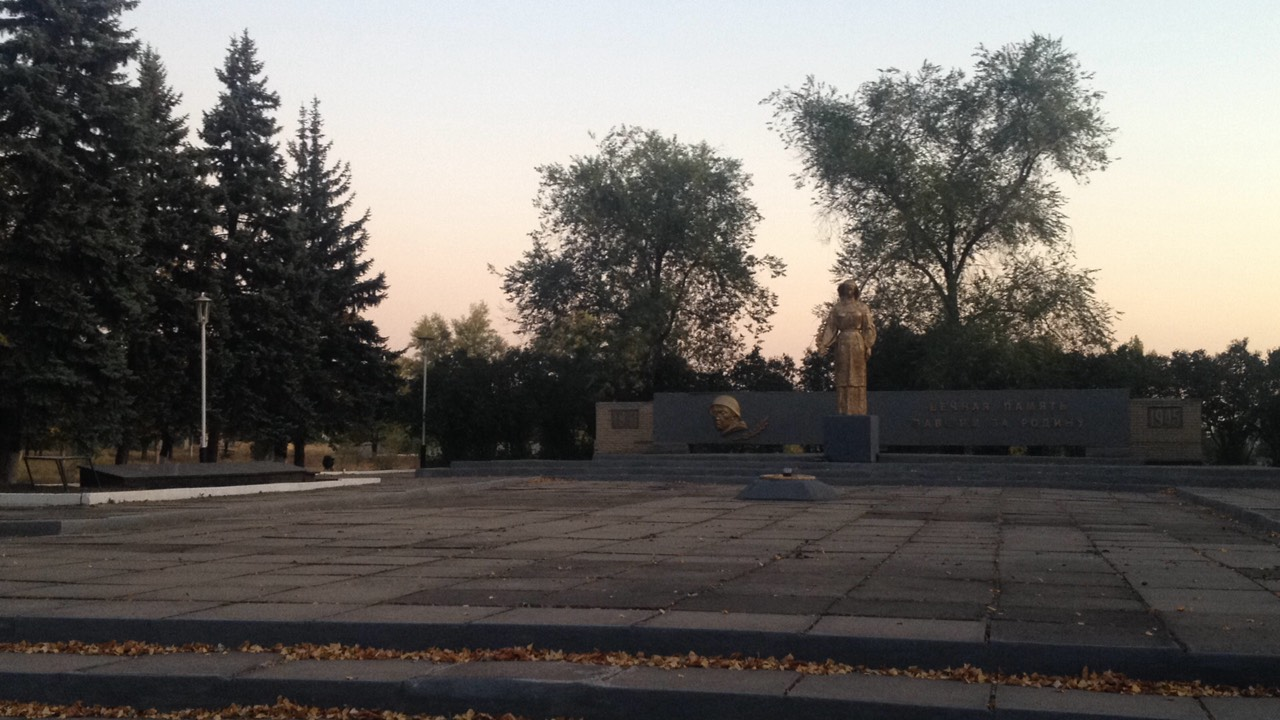
Меморіальний комплекс «Скорботна жінка»
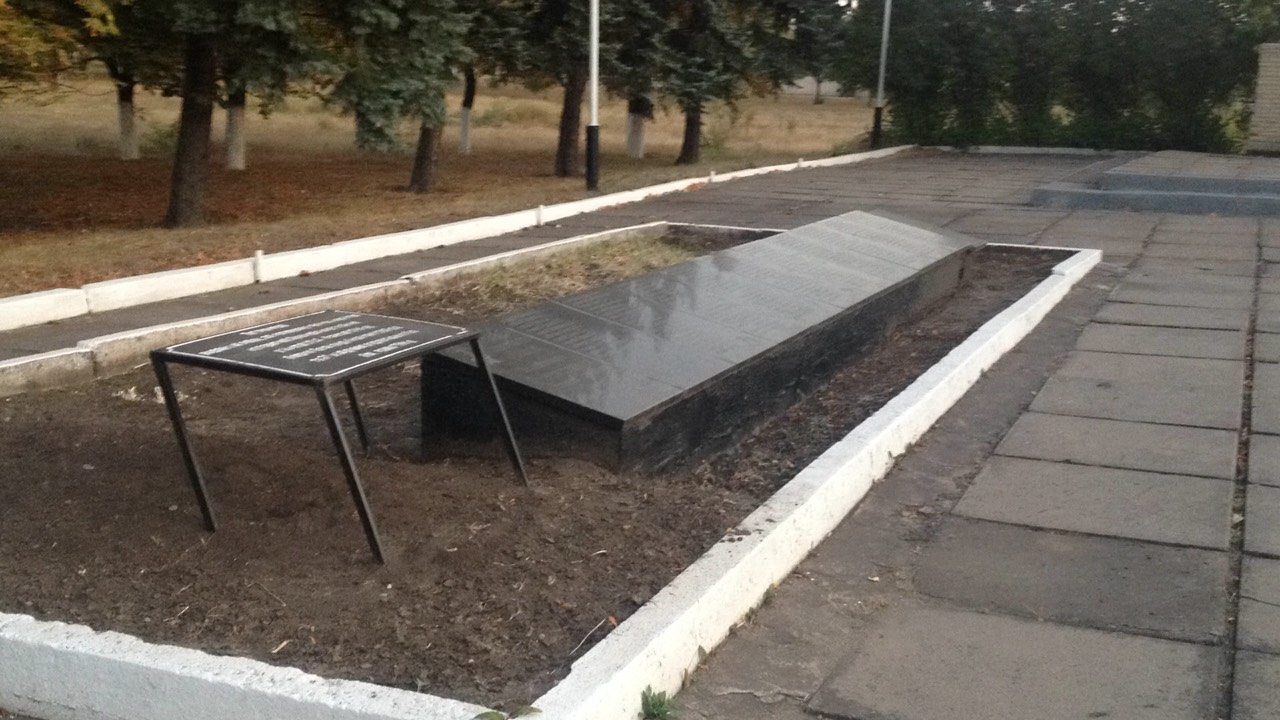
Братська могила полеглих воїнів у Другій світовій війні

Пам'ятник на місці загибелі Кузьми Скрябіна

## Зв'язок
Послуги фіксовано телефонного зв'язку надає компанія «Укртелеком». На території села встановлено три вежі зв'язку мобільних операторів: Київстар, Vodafone Україна та Lifecell. Найпоширенішим оператором є Київстар— ним користується близько 86% селян.

## Відомі особи
- Кузьма Скрябін — український співак, письменник, телеведучий, продюсер, актор. Лідер гурту «Скрябін»; загинув у ДТП поблизу села Лозуватка 2 лютого 2015 року[10].

## Російське вторгнення в Україну

### Полеглі захисники та захисниці
1. Соколовський Денис Михайлович  (26.07.1983 - 28.09.2014)
2. Куль Євген Геннадійович  (15.08.1988 - 31.12.2014)
3. Глушко Дмитро Олегович (06.04.1992 - 22.03.2022)
4. Косяк Артем Вікторович (12.05.1991 - 18.04.2022)
5. Шокало Руслан Сергійович (16.09.1988 - 20.08.2022)
6. Ковтун Вадим Олександрович (05.04.1982 - 18.10.2022)
7. Бандура Олександр Сергійович (29.04.1978 - 19.10.2022)
8. Пеліхай Віталій Юрійович  (21.09.1984 - 16.12.2022)
9. Альошкін Сергій Федорович (07.10.1984 - 30.12.2022)
10. Сичов Вадим Вадимович (14.07.1977 - 13.01.2023)
11. Макаренко Олександр Юрійович (15.06.1987 - 05.03.2023)
12. Сушко В'ячеслав Іванович (28.12.1986 - 13.05.2023)
13. Щегель Василь Сергійович (17.11.1986 - 25.06.2023)
14. Лимар Антон Артурович (12.05.1990 - 19.07.2023)
15. Чудний Павло Васильович (24.03.1976 - 19.08.2023)
16. Ніколайчук Богдан Валерійович (24.11.1995 - 05.09.2023)
17. Малиш Владислав Вікторович (29.01.1991 - 08.12.2023)
18. Бойко Микола Сергійович (23.05.1986 - 10.02.2024)
19. Кирпа Сергій Андрійович (28.01.2000 - 16.02.2024)
20. Фурт Сергій Миколайович (22.04.1993 - 19.04.2024)
21. Селезньов Михайло Анатолійович  (04.10.1977 - 03.08.2024)
22. Кучеренко Богдан Ігорович (22.12.1995 - 06.08.2024)
23. Юрченко Ігор Григорович (01.08.1984 - 01.09.2024)
24. Погорілий Віталій Миколайович (13.03.1972 - 18.10.2024)
25. Бєлак Віталій Михайлович (11.02.1990 - 26.10.2024)
26. Нежигай Сергій Олександрович (16.07.1981 - 11.11.2024)
27. Лагода Ігор Вікторович (13.12.1988 - 17.03.2024)
28. Ткачук Сергій Миколайович (04.08.1977 - 19.01.2025)